# ارمنستان داخلی
ارمنستان داخلی (ایچری ارمنستان) یکی از محله‌های تاریخی و کهن شهر تبریز است که در مرکز این شهر واقع شده و پیش‌تر در داخل باروی تاریخی شهر قرار گرفته بود. این محله از سمت جنوب به محلهٔ بارون آواک و از سمت شمال به میدان نماز و بازار تبریز محدود می‌شود. ارمنستان داخلی در گذشته به دلیل جای دادن کنسولگری و نمایندگی چندین کشور اروپایی، از محله‌های دیپلمات‌نشین تبریز محسوب می‌شد و از اهمیت خاصی برخوردار بود. در کنار اتباع کشورهای اروپایی، ارامنه و آشوریان نیز دیگر ساکنان عمدهٔ این محله بودند و به دلیل ساختمان‌ها و فروشگاه‌های مدرنی در آن ساخته شده بود، به پاریس کوچک شهرت یافته بود. پس از وقایع جنگ جهانی دوم و مهاجرت اتباع خارجی از تبریز، ارمنستان داخلی اهمیت پیشین خود را از دست داد. این محله در منطقهٔ ۸ شهرداری قرار گرفته و کوچه‌های آرامیان و پاساژ از مهم‌ترین بخش‌های آن هستند.

## کلیساها

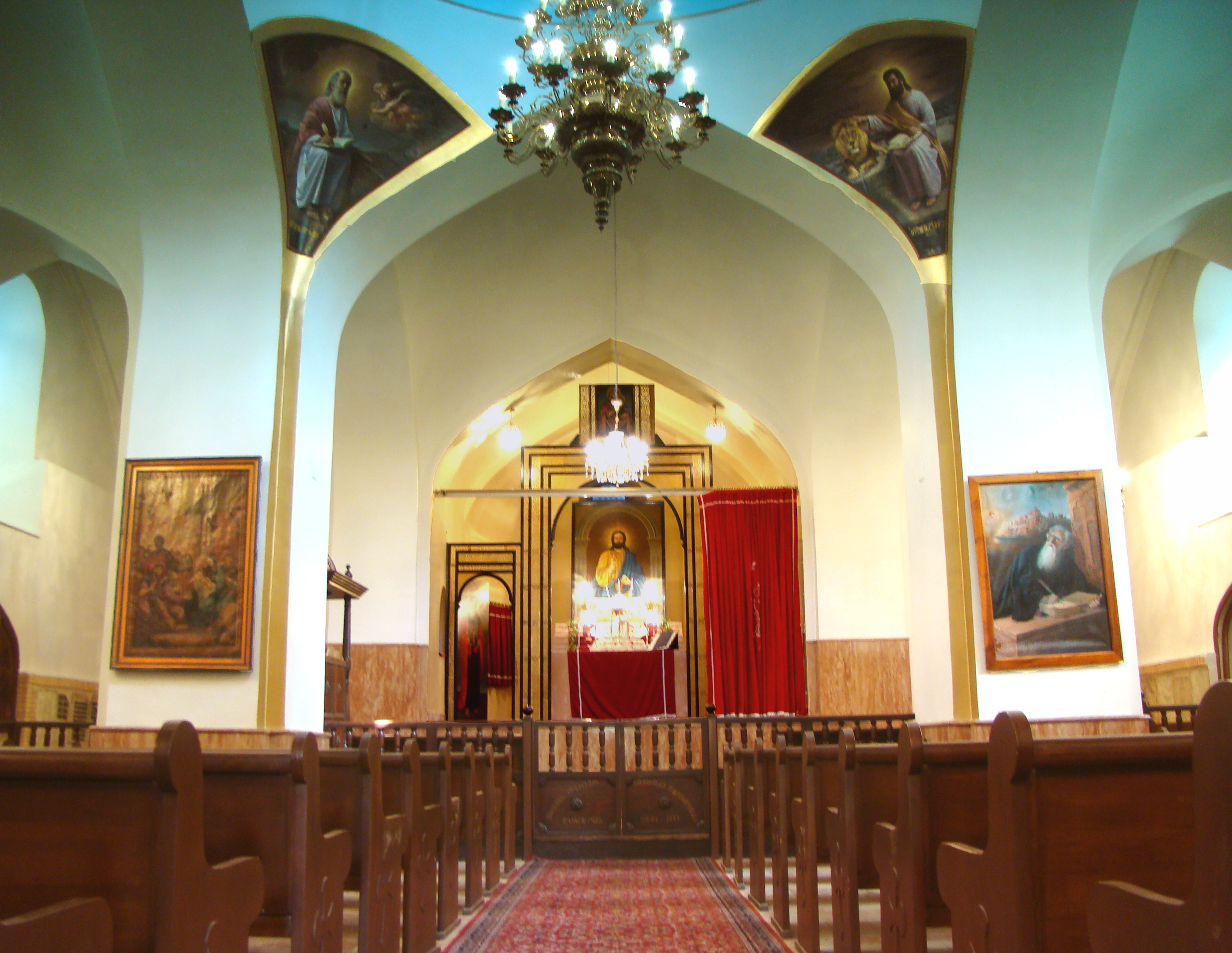
کلیسای مریم مقدس

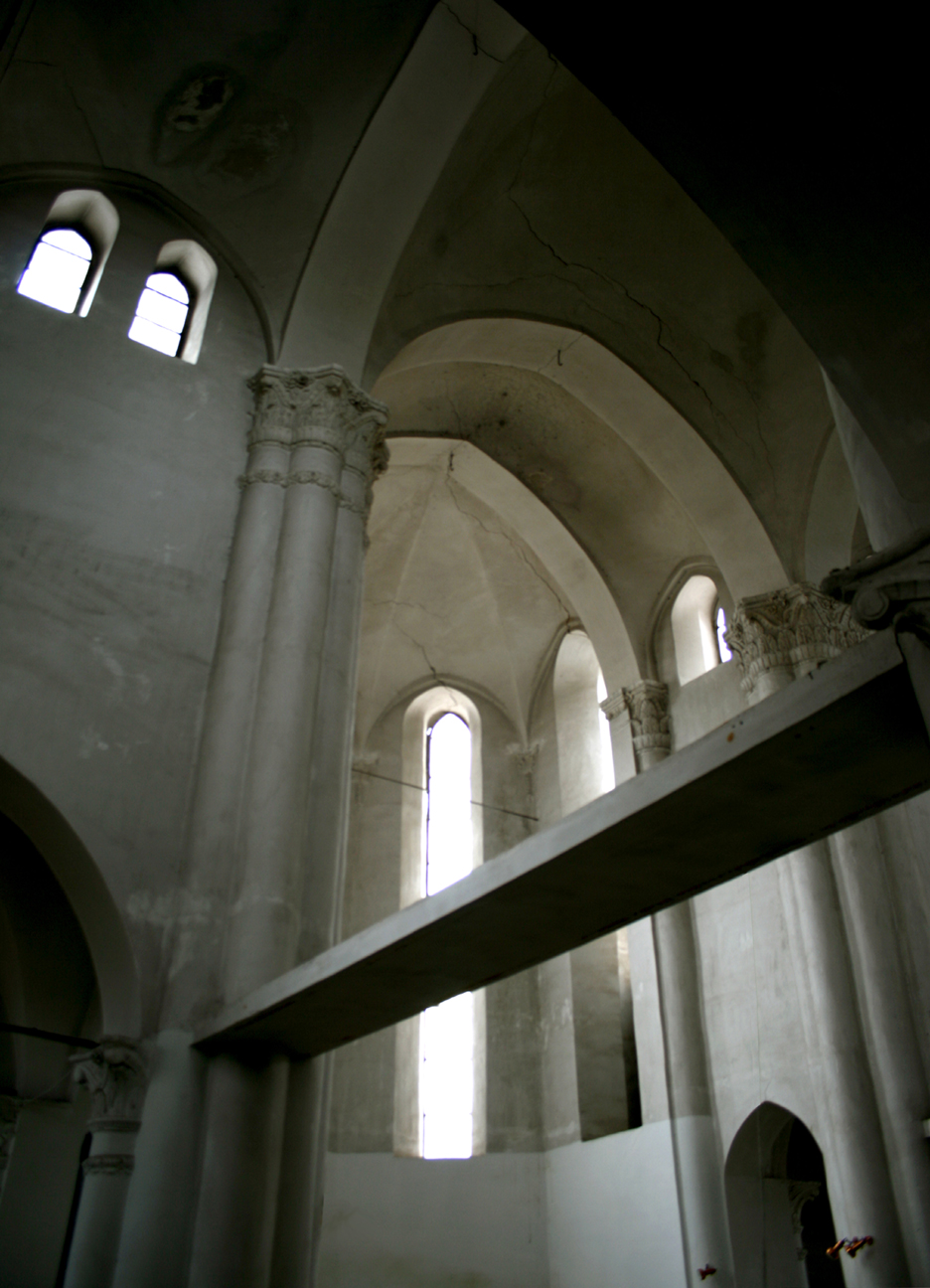
کلیسای کاتولیک‌ها

- کلیسای کاتولیک: مربوط به میسیون‌لازاریست‌های فرانسوی؛ در سال ۱۹۱۰ توسط اوژن بورهٔ فرانسوی ساخته شد.
- کلیسای مریم مقدس: مربوط به ارامنه گریگوری؛ قدیمی‌ترین کلیسای تبریز که در سال ۱۷۸۲ ساخته شد؛ واقع در شمالی‌ترین نقطهٔ ارمنستان داخلی (میدان نماز).

## مدارس مدرن
- مدرسهٔ آمریکایی‌ها
- مدرسهٔ فرانسوی‌ها

## کنسولگری‌ها
- بریتانیا (از سال ۱۸۳۷)
- روسیه
- عثمانی
- فرانسه

## مراکز مهم
- سالن تئاتر آرامیان: در سال ۱۹۱۵ میلادی توسط مسیو آرامیان که از ارامنهٔ تبریز بود، تأسیس شد؛ اولین سالن آمفی‌تئاتر در ایران.
- سینما وطن (امروزه: سینما انقلاب): نخستین سینمای تبریز.
- ایلوزاسیون: در محوطهٔ مدرسهٔ فرانسوی‌ها که جهت نمایش فیلم به دانش‌آموزان ساخته شده بود (پیش از آنکه واژهٔ سینما متداول شود).
- گراند هتل (امروزه: مسافرخانهٔ سهند): دومین مهمانخانهٔ مدرن تبریز؛ پاتوق اتباع خارجی و اقلیت‌های مذهبی.